# Christine Adams (Schauspielerin)

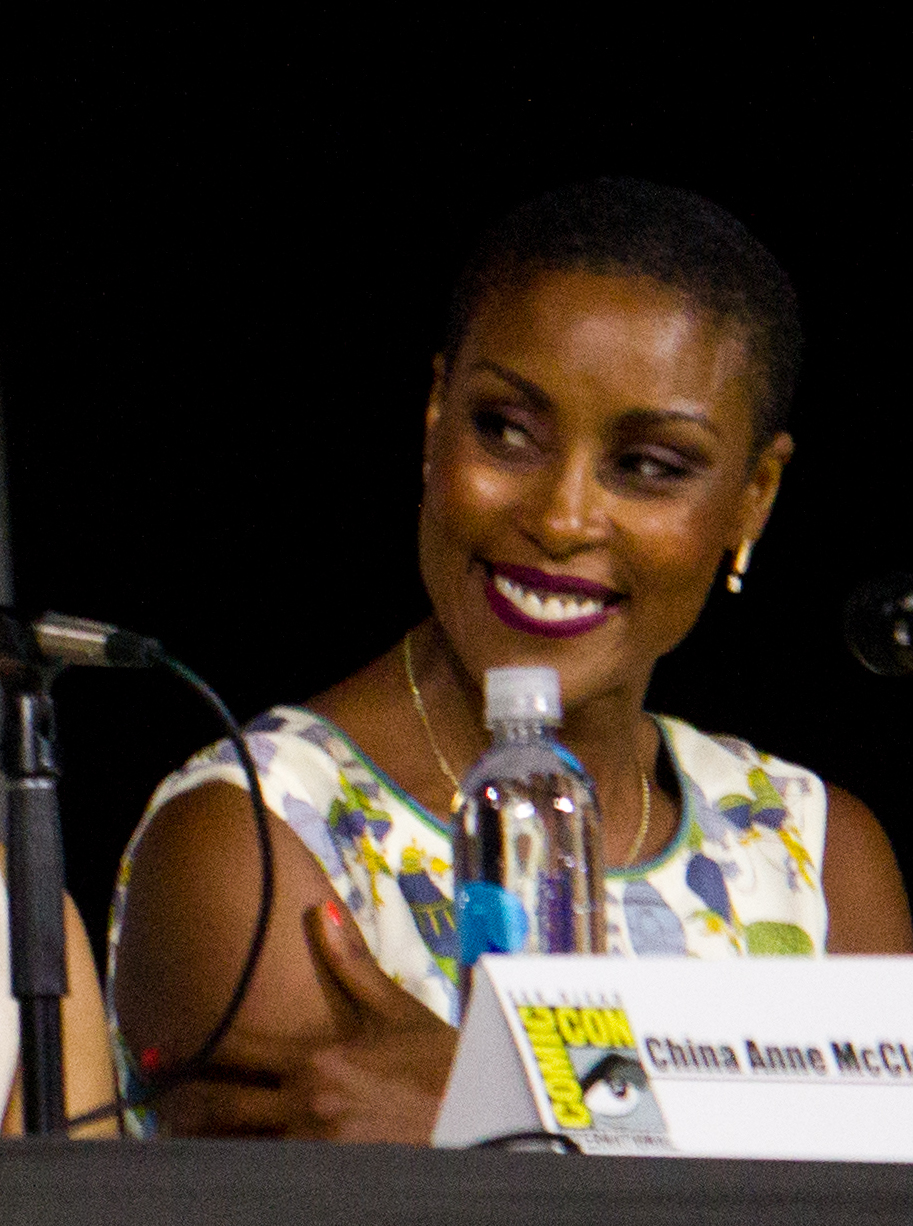
Christine Adams

Christine Adams (* 15. August 1974 in London, England) ist eine britisch-amerikanische Schauspielerin. Bekanntheit erlangte sie vor allem durch die Rolle der Agent Weaver aus der Serie Marvels Agents of S.H.I.E.L.D.

## Leben
Christine Adams wurde als Tochter jamaikanischer Eltern in London geboren. Sie ist Absolventin der Middlesex University.
Ihre erste Schauspielarbeit hatte sie bei der Vertonung einer Figur im 2000 veröffentlichten Videospiel Die Welt ist nicht genug. Ihre ersten Rollen vor der Kamera übernahm sie anschließend mit Gastauftritten in den Serien EastEnders, In Deep, Doctors, My Family, Murder in Mind und Stargate – Kommando SG-1. Um das Jahr 2002 zog sie in die Vereinigten Staaten. 2004 übernahm sie eine Nebenrolle in der Miniserie NY-LON. Im folgenden Jahr trat sie im US-Actionfilm Submerged als Dr. Chapelle in einer Nebenrolle auf und war zudem in Christopher Nolans Batman Begins in einer kleinen Rolle zu sehen. 2006 übernahm sie in der kurzlebigen britischen Sitcom Home Again eine der Hauptrollen. 
Anschließend trat sie zunächst in einer Reihe von Serien in Gastrollen auf, darunter Pushing Daisies, Lie to Me, Heroes, CSI: Miami und Nip/Tuck – Schönheit hat ihren Preis. 2010 wurde sie im Science-Fiction-Film Tron: Legacy in der Rolle der Claire Atkinson besetzt. Im Thriller Verblendung spielte sie 2011 eine Reporterin. Ebenfalls 2011 war sie als Mira in einer der Hauptrollen der Serie Terra Nova zu sehen. Als Lena Boudreaux in The Whole Truth folgte eine weitere Hauptrolle. Von 2014 bis 2015 war sie als Agent Anna Weaver in der Serie Marvel’s Agents of S.H.I.E.L.D. in einer wiederkehrenden Rolle zu sehen. Zudem trat sie in Legends, The Mentalist, Castle und Counterpart auf. 2016 gehörte sie in Rie Moran zur Stammbesetzung der Serie Feed the Beast. Seit 2018 ist sie als Lynne Pierce in einer der Hauptrollen der Serie Black Lightning zu sehen.
Gemeinsam mit ihrem Ehemann David Young, mit dem sie zwei gemeinsame Töchter hat, lebt sie in Los Angeles. Im Oktober 2019 nahm sie zusätzlich zu ihrer britischen auch die US-amerikanische Staatsbürgerschaft an.

## Filmografie (Auswahl)
- 2000: Where There's Smoke (Fernsehfilm)
- 2001: EastEnders (Fernsehserie, eine Episode)
- 2001: It's a Girl Thing (Fernsehserie, Episode 1x01)
- 2002: In Deep (Fernsehserie, 2 Episoden)
- 2002: NCS Manhunt (Fernsehserie, Episode 1x06)
- 2002: Doctors (Fernsehserie, eine Episode)
- 2002: My Family (Fernsehserie, Episode 3x13)
- 2002, 2006: Casualty (Fernsehserie, 2 Episoden)
- 2003: Murder in Mind (Fernsehserie, Episode 3x05)
- 2004: Stargate – Kommando SG-1 (Stargate SG-1, Fernsehserie, Episode 7x10)
- 2004: NY-LON (Miniserie, 6 Episoden)
- 2004: (Past Present Future) Imperfect
- 2005: Submerged
- 2005: Doctor Who (Fernsehserie, Episode 1x07)
- 2005: Batman Begins
- 2005: Love Soup (Fernsehserie, Episode 1x05)
- 2006: Hustle – Unehrlich währt am längsten (Hustle, Fernsehserie, Episode 3x02)
- 2006: Home Again (Fernsehserie, 6 Episoden)
- 2006: Die Delfinflüsterin (Eye of the Dolphin)
- 2007: Dream Team (Fernsehserie, 2 Episoden)
- 2007: Journeyman – Der Zeitspringer (Journeyman, Fernsehserie, Episode 1x12)
- 2007–2009: Pushing Daisies (Fernsehserie, 3 Episoden)
- 2008: Green Flash
- 2009: Lie to Me (Fernsehserie, Episode 1x06)
- 2009: Heroes (Fernsehserie, Episode 4x04)
- 2010: CSI: Miami (Fernsehserie, Episode 8x12)
- 2010: Nip/Tuck – Schönheit hat ihren Preis (Nip/Tuck, Fernsehserie, Episode 6x14)
- 2010: Beneath the Blue
- 2010: Tron: Legacy
- 2010–2011: The Whole Truth (Fernsehserie, 10 Episoden)
- 2011: Verblendung (The Girl with the Dragon Tattoo)
- 2011: Terra Nova (Fernsehserie, 13 Episoden)
- 2012: Americana
- 2014: Legends (Fernsehserie, 2 Episoden)
- 2014–2015: The Mentalist (Fernsehserie, 3 Episoden)
- 2014–2015: Marvel’s Agents of S.H.I.E.L.D. (Fernsehserie, 9 Episoden)
- 2015: Böses Blut (Bad Blood)
- 2015: Castle (Fernsehserie, Episode 8x03)
- 2016: Real Husbands of Hollywood (Fernsehserie, Episode 4x11)
- 2016: Feed the Beast (Fernsehserie, 10 Episoden)
- 2016: Pure Genius (Fernsehserie, Episode 1x07)
- 2018: Profile
- 2018: Counterpart (Fernsehserie, 3 Episoden)
- 2018–2021: Black Lightning (Fernsehserie, 58 Episoden)
- 2019: Love, Death & Robots (Fernsehserie, Episode 1x01, Stimme)
- 2021: Genius (Fernsehserie, Episode 3x08)
- 2021: Castlevania (Fernsehserie, 10 Episoden, Stimme)
- 2021: The Unholy
- 2021–2022: Ordinary Joe (Fernsehserie, 6 Episoden)
- 2022: Moonshot
- 2023: Hijack (Miniserie)
- 2024: Miller’s Girl